# Edward J. McShane
Edward James McShane (10 mai 1904 - 1er juin 1989) est un mathématicien américain.

## Biographie
McShane est né et grandit à la Nouvelle-Orléans. Il obtient son baccalauréat en ingénierie et son baccalauréat ès sciences de l'Université Tulane en 1925, suivi d'un diplôme de maîtrise de Tulane en 1927. McShane obtient son doctorat en mathématiques de l'Université de Chicago,. Il enseigne à l'Université de Virginie pendant 39 ans jusqu'à sa retraite en 1974. Il a comme doctorants Victor Klee, Billy James Pettis et David Lowdenslager, qui collaborent avec Henry Helson (en).
Il est connu pour ses travaux dans le calcul des variations, la théorie de l'intégration, le calcul stochastique et la balistique extérieure,. Son nom est associé au théorème d'extension de McShane–Whitney et à l'intégrale de McShane. McShane est professeur de mathématiques à l'Université de Virginie,, président de l'American Mathematical Society,,, président de la Mathematical Association of America, membre du National Science Conseil  et membre de l'Académie nationale des sciences,,.
McShane est décédé d'une insuffisance cardiaque congestive à l'hôpital de l'Université de Virginie.